# Graphoderus manitobensis
Graphoderus manitobensis är en skalbaggsart som beskrevs av Wallis 1933. Graphoderus manitobensis ingår i släktet Graphoderus och familjen dykare. Inga underarter finns listade i Catalogue of Life.